# Viaduc Gênes-Saint-Georges
Le viaduc Gênes-Saint-Georges (en italien : Viadotto Genova-San Giorgio), connu durant sa construction sous le nom de pont pour Gênes (en italien : Ponte per Genova), est un viaduc autoroutier qui franchit le val Polcevera et les quartiers de la ville de Gênes, Sampierdarena et Cornigliano.
Le pont, qui remplace le viaduc du Polcevera partiellement effondré le 14 août 2018 et démoli en août 2019, a été conçu par Renzo Piano.
Le viaduc, avec ses jonctions, constitue la section initiale de l'autoroute italienne A10, exploitée par le concessionnaire Autostrade per l'Italia, qui fait elle-même partie de la route européenne E80.

## Caractéristiques
Le projet de pont a été conçu par l'architecte génois Renzo Piano dans son atelier Building Workshop et a été officiellement présenté le 7 septembre 2018 en présence du président de la Ligurie, Giovanni Toti, du maire de Gênes Marco Bucci et des directeurs généraux de Autostrade per l'Italia et Fincantieri, Giovanni Castellucci et Giuseppe Bono. Le projet comprend quatre voies carrossables et deux voies d'urgence.
Le pont est construit dans une structure mixte acier-béton, il mesure 1 067 mètres de long et se compose de dix-neuf travées soutenues par dix-huit plots en béton armé de section elliptique et de forme constante.

## Construction

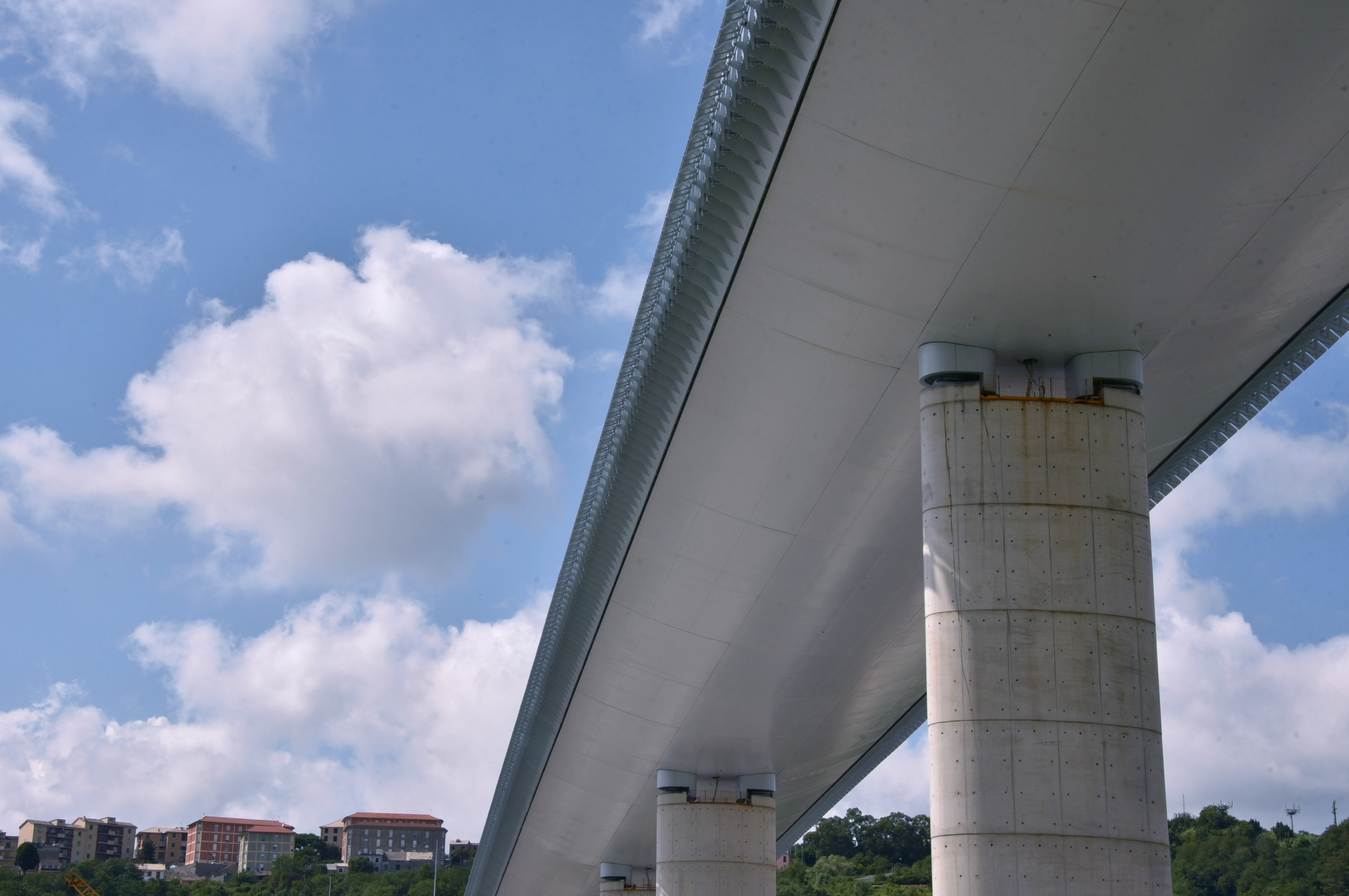
Viaduc Gênes-Saint-Georges

Le 18 décembre 2018, Webuild et Fincantieri remportent le contrat pour la construction du pont à reconstruire en un an, d'un coût de 202 millions d'euros. Le suivi du projet exécutif est confié à Italferr, tandis que la gestion et la supervision de la démolition et de la construction du nouveau pont ont été confiées à la société de certification RINA pour un montant de 14 millions d'euros,.
Le 25 juin 2019, la première pierre est officiellement posée avec le coulage de la base de la pile 9 en présence des autorités,.
À partir de juillet 2019, les nouveaux moellons de 50 et 100 tonnes sont réalisés à l'usine Fincantieri de Castellammare di Stabia, près de Naples, puis transportés par barge à l'embouchure du Polcevera à Gênes. Les travées sont soulevées et posées à l'aide de trois grues géantes, en provenance des Pays-Bas, capables de soulever des charges allant jusqu'à 1 200 tonnes à une hauteur de 130 mètres.
Le 1er octobre 2019, la première travée est déposée entre les piliers 5 et 6.
Les travaux sur le pont se sont poursuivis pendant la pandémie de Covid-19 et le 28 avril 2020, la 19e et dernière travée est hissée et fixée, complétant la structure du pont.
Le 6 juin 2020, la dalle de béton est coulée, l'opération est achevée en une dizaine de jours.

## Inauguration et mise en service

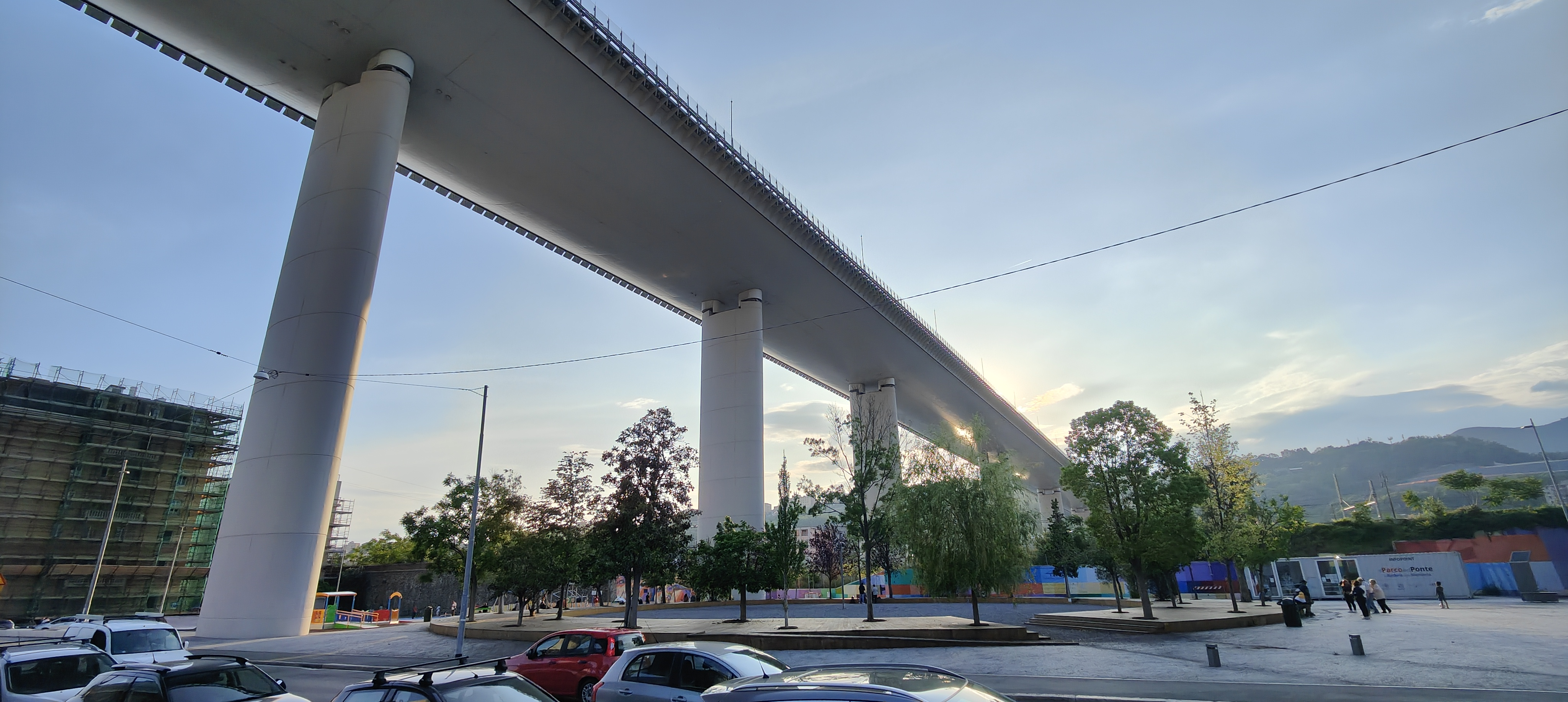
Viaduc Gênes-Saint-Georges, 2023.

Le 21 juillet 2020, le maire de Gênes, Marco Bucci, officialise le nom du pont qui fait référence à Saint Georges, un des saints patrons de la ville, et annonce son inauguration pour le 3 août 2020.
L'inauguration se fait sans les familles des 43 victimes de l'effondrement, qui ont refusé d'y participer et qui se recueilleront, en revanche, à la date anniversaire de la tragédie, le 14 août. Le président de la République italienne Sergio Mattarella franchit officiellement pour la première fois l'ouvrage en voiture puis, à 18 h 30, les Frecce Tricolori survolent la ville.
La mise en service de l'ouvrage a lieu le 5 août, le temps de retirer les tentes et estrades installées pour l'inauguration et de rectifier une irrégularité dans l'asphalte récemment posé, repérée le 4 août, jour où la mise en service avait initialement été avancée.